# David Nichols
David Christopher Nichols (South Holland, 26 maart 1996) is een Amerikaans basketballer.

## Carrière
Nichols speelde collegebasketbal voor de Albany Great Danes en Florida State Seminoles van 2015 tot 2019. In 2019 werd hij niet gekozen in de NBA draft en tekende hij in Cyprus bij Omonia Nicosia. In 2020 tekende hij bij KK Rogaška in de Sloveense competitie waar hij een seizoen speelde. Voor het seizoen 2021/22 tekende hij in de Belgische competitie bij Union Mons-Hainaut. In 2022 tekende hij bij de Franse tweedeklasser Aix Maurienne Savoie. In februari 2023 maakte hij de overstap naar het Finse Kobrat waar hij de rest van het seizoen speelde.
Voor het seizoen 2023/24 tekende hij bij Sopron KC in de Hongaarse competitie. Voor het seizoen 2024/25 tekende hij bij de Hongaarse eersteklasser Alba Fehérvár. In december 2024 verliet hij de ploeg voor de Turkse eersteklasser Yalovaspor BK.